# Liste des cathédrales de la Campanie
Cet article recense les cathédrales de Campanie en Italie.

## Généralités
Les cathédrales érigées en Campanie sont des édifices de l'Église catholique. Administrativement, la région est couverte par la région ecclésiastique de Campanie, qui compte sept archidiocèse (Amalfi-Cava de' Tirreni, Bénévent, Capoue, Naples, Salerne-Campagna-Acerno, Sant'Angelo dei Lombardi-Conza-Nusco-Bisaccia et Sorrente-Castellammare di Stabia), quinze diocèses (Acerra, Alife-Caiazzo, Ariano Irpino-Lacedonia, Avellino, Aversa, Caserte, Cerreto Sannita-Telese-Sant'Agata de' Goti, Ischia, Nocera Inferiore-Sarno, Nole, Pouzzoles, Sessa Aurunca, Teano-Calvi, Teggiano-Policastro et Vallo della Lucania), une prélature territoriale (Pompéi) et deux abbayes territoriales (Cava et Montevergine).
Au total, la Campanie compte vingt-cinq cathédrales, quinze cocathédrales et une pro-cathédrale. On y dénombre également plusieurs anciennes cathédrales : édifices qui ont par le passé accueilli le siège d'un évêché avant de le perdre.

## Liste

### Cathédrales
| Édifice                                       | Commune                  | Province | Juridiction                                   | Notes                                                                       | Coordonnées                       | Illus. |
| --------------------------------------------- | ------------------------ | -------- | --------------------------------------------- | --------------------------------------------------------------------------- | --------------------------------- | ------ |
| Notre-Dame-de-l'Assomption                    | Ariano Irpino            | Avellino | Ariano Irpino-Lacedonia                       | Basilique mineure                                                           | 41° 09′ 09″ nord, 15° 05′ 15″ est |        |
| Notre-Dame-de-l'Assomption                    | Avellino                 | Avellino | Avellino                                      |                                                                             | 40° 54′ 55″ nord, 14° 47′ 49″ est |        |
| Notre-Dame                                    | Mercogliano              | Avellino | Montevergine                                  | Abbaye territoriale                                                         | 40° 55′ 07″ nord, 14° 44′ 59″ est |        |
| Saint-Michel-Archange                         | Sant'Angelo dei Lombardi | Avellino | Sant'Angelo dei Lombardi-Conza-Nusco-Bisaccia |                                                                             | 40° 55′ 36″ nord, 15° 10′ 35″ est |        |
| Notre-Dame-de-l'Assomption                    | Bénévent                 | Bénévent | Bénévent                                      |                                                                             | 41° 07′ 47″ nord, 14° 46′ 21″ est |        |
| Très-Sainte-Trinité                           | Cerreto Sannita          | Bénévent | Cerreto Sannita-Telese-Sant'Agata de' Goti    |                                                                             | 41° 17′ 05″ nord, 14° 33′ 33″ est |        |
| Notre-Dame-de-l'Assomption                    | Alife                    | Caserte  | Alife-Caiazzo                                 |                                                                             | 41° 19′ 45″ nord, 14° 19′ 45″ est |        |
| Saint-Paul-Apôtre                             | Aversa                   | Caserte  | Aversa                                        |                                                                             | 40° 58′ 35″ nord, 14° 12′ 10″ est |        |
| Notre-Dame-de-l'Assomption                    | Capoue                   | Caserte  | Capoue                                        | Basilique mineure                                                           | 41° 06′ 32″ nord, 14° 12′ 41″ est |        |
| Saint-Michel-Archange                         | Caserte                  | Caserte  | Caserte                                       |                                                                             | 41° 05′ 51″ nord, 14° 22′ 02″ est |        |
| Saint-Pierre-et-Paul                          | Sessa Aurunca            | Caserte  | Sessa Aurunca                                 | Basilique mineure                                                           | 41° 14′ 11″ nord, 13° 56′ 07″ est |        |
| Saint-Clément                                 | Teano                    | Caserte  | Teano-Calvi                                   |                                                                             | 41° 15′ 03″ nord, 14° 03′ 56″ est |        |
| Notre-Dame-de-l'Assomption                    | Acerra                   | Naples   | Acerra                                        |                                                                             | 40° 56′ 36″ nord, 14° 22′ 22″ est |        |
| Notre-Dame-de-l'Assomption                    | Ischia                   | Naples   | Ischia                                        |                                                                             | 40° 43′ 56″ nord, 13° 57′ 32″ est |        |
| Notre-Dame-de-l'Assomption                    | Naples                   | Naples   | Naples                                        | Inscrite au patrimoine mondial, incluse dans le centre historique de Naples | 40° 51′ 09″ nord, 14° 15′ 34″ est |        |
| Notre-Dame-de-l'Assomption                    | Nola                     | Naples   | Nole                                          | Basilique mineure                                                           | 40° 55′ 33″ nord, 14° 31′ 42″ est |        |
| Notre-Dame-du-Rosaire                         | Pompei                   | Naples   | Pompéi                                        |                                                                             | 40° 45′ 00″ nord, 14° 30′ 02″ est |        |
| Saint-Procule-Martyr                          | Pouzzoles                | Naples   | Pouzzoles                                     | Basilique mineure                                                           | 40° 49′ 17″ nord, 14° 07′ 14″ est |        |
| Saints-Philippe-et-Jacques                    | Sorrente                 | Naples   | Sorrente-Castellammare di Stabia              |                                                                             | 40° 37′ 31″ nord, 14° 22′ 22″ est |        |
| Saint-André-Apôtre                            | Amalfi                   | Salerne  | Amalfi-Cava de' Tirreni                       | Inscrite au patrimoine mondial, incluse dans la côte amalfitaine            | 40° 38′ 04″ nord, 14° 36′ 11″ est |        |
| Très-Sainte-Trinité                           | Cava de' Tirreni         | Salerne  | Cava                                          | Abbaye territoriale                                                         | 40° 40′ 55″ nord, 14° 41′ 28″ est |        |
| Saint-Marc                                    | Nocera Inferiore         | Salerne  | Nocera Inferiore-Sarno                        |                                                                             | 40° 44′ 17″ nord, 14° 39′ 08″ est |        |
| Saint-Matthieu                                | Salerne                  | Salerne  | Salerne-Campagna-Acerno                       | Basilique mineure                                                           | 40° 40′ 48″ nord, 14° 45′ 37″ est |        |
| Sainte-Marie-Majeure-et-Saint-Michel-Archange | Teggiano                 | Salerne  | Teggiano-Policastro                           |                                                                             | 40° 22′ 46″ nord, 15° 32′ 21″ est |        |
| Saint-Pantaléon                               | Vallo della Lucania      | Salerne  | Vallo della Lucania                           |                                                                             | 40° 13′ 53″ nord, 15° 16′ 04″ est |        |

### Cocathédrales
| Édifice                                     | Commune                 | Province | Juridiction                                   | Notes             | Coordonnées                       | Illus. |
| ------------------------------------------- | ----------------------- | -------- | --------------------------------------------- | ----------------- | --------------------------------- | ------ |
| Nativité-de-la-Vierge-Marie                 | Bisaccia                | Avellino | Sant'Angelo dei Lombardi-Conza-Nusco-Bisaccia |                   | 41° 00′ 50″ nord, 15° 22′ 31″ est |        |
| Notre-Dame-de-l'Assomption                  | Conza della Campania    | Avellino | Sant'Angelo dei Lombardi-Conza-Nusco-Bisaccia |                   | 40° 51′ 32″ nord, 15° 20′ 10″ est |        |
| Notre-Dame-de-l'Assomption                  | Lacedonia               | Avellino | Ariano Irpino-Lacedonia                       |                   | 41° 02′ 59″ nord, 15° 25′ 26″ est |        |
| Saint-Étienne                               | Nusco                   | Avellino | Sant'Angelo dei Lombardi-Conza-Nusco-Bisaccia |                   | 40° 53′ 16″ nord, 15° 05′ 05″ est |        |
| Notre-Dame-de-l'Assomption                  | Sant'Agata de' Goti     | Bénévent | Cerreto Sannita-Telese-Sant'Agata de' Goti    |                   | 41° 05′ 30″ nord, 14° 30′ 16″ est |        |
| Notre-Dame-de-l'Assomption                  | Caiazzo                 | Caserte  | Alife-Caiazzo                                 | Basilique mineure | 41° 10′ 39″ nord, 14° 22′ 02″ est |        |
| Notre-Dame-de-l'Assomption-et-Saint-Castus  | Calvi Risorta           | Caserte  | Teano-Calvi                                   |                   | 41° 13′ 10″ nord, 14° 07′ 45″ est |        |
| Notre-Dame-de-l'Assomption-et-Saint-Catelle | Castellammare di Stabia | Naples   | Sorrente-Castellammare di Stabia              |                   | 40° 41′ 41″ nord, 14° 28′ 51″ est |        |
| Saint-Paul-Apôtre                           | Pouzzoles               | Naples   | Pouzzoles                                     |                   | 40° 52′ 12″ nord, 14° 05′ 00″ est |        |
| Saint-Donat                                 | Acerno                  | Salerne  | Salerne-Campagna-Acerno                       |                   | 40° 44′ 32″ nord, 15° 03′ 14″ est |        |
| Notre-Dame-de-la-Paix                       | Campagna                | Salerne  | Salerne-Campagna-Acerno                       | Basilique mineure | 40° 39′ 58″ nord, 15° 06′ 20″ est |        |
| Notre-Dame-de-la-Visitation                 | Cava de' Tirreni        | Salerne  | Amalfi-Cava de' Tirreni                       |                   | 40° 42′ 00″ nord, 14° 42′ 27″ est |        |
| Notre-Dame-de-l'Assomption                  | Santa Marina            | Salerne  | Teggiano-Policastro                           |                   | 40° 04′ 35″ nord, 15° 31′ 19″ est |        |
| Saint-Michel-Archange                       | Sarno                   | Salerne  | Nocera Inferiore-Sarno                        |                   | 40° 49′ 40″ nord, 14° 36′ 42″ est |        |

### Pro-cathédrale
| Édifice                           | Commune   | Province | Juridiction | Notes                         | Coordonnées                       | Illus. |
| --------------------------------- | --------- | -------- | ----------- | ----------------------------- | --------------------------------- | ------ |
| Notre-Dame-de-la-Consolation (it) | Pouzzoles | Naples   | Pouzzoles   | Pro-cathédrale de 1964 à 2014 | 40° 49′ 27″ nord, 14° 07′ 33″ est |        |

### Anciennes cathédrales
| Édifice                                            | Commune              | Province | Notes | Coordonnées                       | Illus. |
| -------------------------------------------------- | -------------------- | -------- | --- | --------------------------------- | ------ |
| Notre-Dame-de-l'Assomption                         | Conza della Campania | Avellino | Site archéologique de Compsa ; détruite en 1980                                                                                | 40° 52′ 13″ nord, 15° 19′ 51″ est |        |
| Notre-Dame-de-l'Assomption                         | Frigento             | Avellino | Cathédrale de l'ancien diocèse de Frigento (it)                                                                                | 41° 00′ 46″ nord, 15° 05′ 59″ est |        |
| Notre-Dame-de-l'Assomption (it)                    | Montemarano          | Avellino | Cathédrale de l'ancien diocèse de Montemarano (it)                                                                             | 40° 55′ 11″ nord, 14° 59′ 49″ est |        |
| Notre-Dame-de-Nazareth                             | Monteverde           | Avellino | Cathédrale de l'ancien diocèse de Monteverde (it)                                                                              | 40° 59′ 59″ nord, 15° 32′ 09″ est |        |
| Notre-Dame-de-l'Assomption                         | Trevico              | Avellino | Cathédrale de l'ancien diocèse de Trevico (it)                                                                                 | 41° 02′ 54″ nord, 15° 14′ 01″ est |        |
| Sainte-Croix (it)                                  | Telese Terme         | Bénévent | Ancienne cathédrale du diocèse de Telese                                                                                       | 41° 12′ 58″ nord, 14° 31′ 11″ est |        |
| Notre-Dame (it)                                    | Carinola             | Caserte  | Hameau de Ventaroli (it) | 41° 12′ 42″ nord, 13° 59′ 19″ est |        |
| Saint-Michel-Archange (it)                         | Caserte              | Caserte  | Hameau de Casertavecchia, cathédrale du diocèse de Caserte jusqu'en 1841                                                       | 41° 05′ 51″ nord, 14° 22′ 02″ est |        |
| Saint-Étienne (it)                                 | Capri                | Naples   | Cathédrale de l'ancien diocèse de Capri (it)                                                                                   | 40° 33′ 02″ nord, 14° 14′ 35″ est |        |
| Notre-Dame-de-l'Assomption                         | Ischia               | Naples   | Ancienne cathédrale située dans le château aragonais                                                                           | 40° 43′ 52″ nord, 13° 57′ 50″ est |        |
| Notre-Dame (it)                                    | Lettere              | Naples   | Cathédrale de l'ancien diocèse de Lettere (it) ; déconsacrée et en ruines                                                      | 40° 42′ 39″ nord, 14° 32′ 51″ est |        |
| Sainte-Anne (it)                                   | Lettere              | Naples   | Cathédrale de l'ancien diocèse de Lettere (it)                                                                                 | 40° 42′ 16″ nord, 14° 32′ 43″ est |        |
| Notre-Dame-de-Grâce (it)                           | Massa Lubrense       | Naples   | Cathédrale de l'ancien diocèse de Massa Lubrense (it)                                                                          | 40° 36′ 43″ nord, 14° 20′ 37″ est |        |
| Saint-Maxime (it)                                  | Pouzzoles            | Naples   | Cathédrale paléochrétienne située dans le temple de Jupiter (it) de la cité antique de Cumes                                   | 40° 50′ 58″ nord, 14° 03′ 05″ est |        |
| Très-Sainte-Annonciation (it)                      | Vico Equense         | Naples   | Cathédrale de l'ancien diocèse de Vico Equense (it)                                                                            | 40° 39′ 50″ nord, 14° 25′ 26″ est |        |
| Notre-Dame-de-l'Assomption-et-Saint-Pantaélon (it) | Ravello              | Salerne  | Cathédrale de l'ancien diocèse de Ravello ; basilique mineure inscrite au patrimoine mondial, incluse dans la côte amalfitaine | 40° 38′ 57″ nord, 14° 36′ 43″ est |        |
| Saint-Laurent (it)                                 | Scala                | Salerne  | Cathédrale de l'ancien diocèse de Scala (it) ; inscrite au patrimoine mondial, incluse dans la côte amalfitaine                | 40° 39′ 13″ nord, 14° 36′ 30″ est |        |